# Lovely & Amazing
Lovely & Amazing es una película de 2001 escrita y dirigida por Nicole Holofcener.

## Sinopsis
La autoestima e inseguridad están en el corazón de esta comedia sobre la relación entre una madre y sus tres hijas.

## Elenco
- Brenda Blethyn ..... Jane Marks
- Catherine Keener ..... Michelle Marks
- Emily Mortimer ..... Elizabeth Marks
- Raven Goodwin ..... Annie Marks
- Jake Gyllenhaal ..... Jordan
- Michael Nouri ..... Dr. Crane
- Aunjanue Ellis ..... Lorraine
- Dermot Mulroney ..... Kevin McCabe
- James Le Gros ..... Paul
- Clark Gregg ..... Bill
- Spencer Garrett ..... Willy
- Dreya Weber ..... Donna